# Нагаев, Иван Александрович
Ива́н Алекса́ндрович Нага́ев (узб. Ivan Aleksandrovich Nagayev; 3 июля 1989, Бекабад, Узбекская ССР, СССР) — узбекский футболист, нападающий.

## Карьера
Начал профессиональную карьеру в 2007 году в составе каршинского «Насафа». В 2008 году вернулся в бекабадский «Металлург», за который играл полтора сезона, провёл девять матчей, забил два гола. Летом 2009 года перешёл в наманганский «Навбахор», провёл 17 матчей, забил один гол.
В феврале 2010 года подписал контракт с ташкентским «Бунёдкором», но не смог закрепиться в основе команды из-за высокой конкуренции между местными футболистами и опытными легионерами, такими как Ривалдо и Денилсон. На правах аренды перешёл в бекабадский «Металлург», за полсезона сыграл в двенадцати матчах и забил один гол.
В начале 2011 года Нагаеву перешёл в самаркандское «Динамо», стал одним из лидеров команды. За два сезона сыграл в тридцати четырёх матчах и забил тринадцать голов. Привлек внимание главного тренера сборной Узбекистана Вадима Абрамова и вскоре начал играть в составе сборной. В начале 2013 года подписал контракт с ташкентским «Локомотивом», стал одним из основных игроков и за два полных сезона сыграл в пятидесяти трех матчах и забил двадцать четыре гола.
В январе 2015 года перешёл в кувейтский клуб «Аль-Кадисия» в качестве аренды сроком на полгода.
В 2017 году подписал двухлетний контракт с Бухары.

### Карьера в сборной
Играл практически во всех возрастных сборных Узбекистана. В 2009 году он в составе юношеской сборной Узбекистана участвовал в чемпионате мира среди юношеских команд и провел в составе сборной пять матчей и забил один гол. В 2010—2011 годах он выступал в составе молодёжной сборной Узбекистана. А с 2012 года является игроком национальной сборной Узбекистана.В 2013 году завершил карьеру в национальной сборной Узбекистана

## Достижения
«Локомотив» Ташкент
- Серебряный призёр Чемпионата Узбекистана: 2013, 2014
- Обладатель Кубка Узбекистана: 2014
- Финалист Суперкубка Узбекистана: 2013